# Abdul Ghafar Lakanwal
 (août 2014).
Abdul Ghafar Lakanwal est un politicien et militant afghan et américain. Il occupa des postes ministériels dans les gouvernements afghans des années 1980.

## Avant la révolution
Lakanwal est originaire de l'Afghanistan rural. Il étudia les sciences agricoles à l'université de Kaboul et obtint un doctorat à l'université de Hohenheim,. Durant les années 1970, il travailla pour l'agence internationale de développement ouest-allemande.

## Ministre
Après la révolution de Saur de 1978, Lakanwal devint le président de l'union coopérative des paysans,. À partir de 1980-81, il fut un membre suppléant du comité central du parti démocratique populaire d'Afghanistan. Il fut membre du conseil révolutionnaire de la République démocratique d'Afghanistan et membre du comité central du National Fatherland Front,. Lakanwal fut nommé ministre de l'agriculture et de la réforme agraire par Babrak Karmal en 1982,,. Le 12 mars 1987, à la suite de l'arrivée au pouvoir de Mohammed Nadjibullah, Lakanwal fut relevé de ses fonctions. 

## Exil
Il fut ensuite nommé vice-ministre des affaires étrangères au sein du cabinet de Najibullah. Alors qu'il se trouvait à l'assemblée générale des Nations unies à New York en novembre 1988 avec le premier ministre Mohammad Hasan Sharq (en), Lakanwal démissionna,.  À l'époque, il fut le transfuge le plus haut placé des gouvernements du parti populaire démocratique d'Afghanistan,. Lakanwal rechercha l'asile politique de la part des États-Unis. Il devint finalement un citoyen américain. Lakanwal fonda en 1991 le centre de développement multiculturel (MCDC), une ONG anti-raciste à Minneapolis-Saint-Paul. Il en fut le directeur exécutif. MCDC cessa son activité fin 2009.